# Hitomi Honda
Hitomi Honda (japonês: 本田仁美, Hepburn: Honda Hitomi, 6 de outubro de 2001) é uma idol cantora e atriz japonesa. Ela foi membro do girl group nipo-sul-coreano Iz One após participar do programa de televisão Produce 48, além de ser ex-integrante do grupo feminino ídolo japonês AKB48. 
Em 2018, Honda juntou-se ao programa de sobrevivência Produce 48. Ela ficou em 9 e estreou em 29 de outubro de 2018 como membro do IZ*ONE.

## Carreira
Honda fez um teste para o Time 8 do AKB48 em 2014. Em 2018, Honda participou do reality show de sobrevivência Produce 48, depois de ganhar o 9º lugar, ela se tornou membro do grupo ídolo nipo-coreano Iz One. Hitomi retornou as suas atividades no Japão com o fim do contrato das integrantes do  grupo em abril de 2021.
Em 30 de agosto de 2023, Honda anunciou sua formatura do grupo AKB48. Seu show de formatura aconteceu em 26 de janeiro de 2024 no Pacifico Yokohama, também havendo um show de formatura de Honda ao vivo no teatro do grupo, em 28 de janeiro de 2024.

## Discografia

### AKB48
| Ano  | Título                                       | Notas                                     |
| ---- | -------------------------------------------- | ----------------------------------------- |
| 2014 | " 47 no Suteki na Machi e "                  | Lado B                                    |
| 2014 | " Seifuku no Hane "                          | Lado B                                    |
| 2015 | " Henachoko Support "                        | Lado B                                    |
| 2015 | " Aisatsu Kara Hajimeyou "                   | Lado B                                    |
| 2015 | " Kegarete Iru Shinjitsu "                   | Lado B                                    |
| 2015 | "Isshō no Aida ni Nannin to Deaeru no darou" | Lado B                                    |
| 2015 | "Amanojaku Batta"                            | Lado B                                    |
| 2016 | "Yume e no Route"                            | Lado B                                    |
| 2016 | " Hoshizora o Kimi ni "                      | Lado B                                    |
| 2017 | " Ikiru Koto Ni Nekkyou Wo! "                | Lado B                                    |
| 2018 | " Atarashii Chime "                          | Lado B                                    |
| 2018 | " Nami ga Tsutaeru Mono "                    | Lado B                                    |
| 2018 | " No Way Man "                               | Lado A; Primeira participação em Senbatsu |